# ماري لوكاس
ماري إليزابيث إيمي لوكاس (بالإنجليزية Marie Elisabeth Aimée Luca-Robiquet)(17 أكتوبر 1858 ديسمبر 1959) فنانة مستشرقة فرنسية. عملت في صالون باريس لجمعية الفنانين الفرنسيين.

## حياتها
اشتهرت لوكاس روبيكيه بلوحاتها التي تتناول مواضيع إفريقية وجزائرية. وصفت طبعة «استعراض المصور الباريسي» لعام 1897 دراساتها الخارجية بـ «ميل حكيم نحو الانطباعية المعقولة» من قبل «فنان من الدرجة الأولى». كانت ماري لوكاس روبيكيه مثالًا نادرًا لفنانة تعيش وتعمل في شمال إفريقيا، في وقت نادرًا ما كانت تُقبل النساء في أكاديميات الفنون، ولم تُشجعن على السفر دون مرافق. تكشف لوحاتها عن بعض الأماكن التي سافرت إليها بما في ذلك الجزائر.
بيعت أعمال لوكاس روبيكيه بشكل جيد في السنوات القليلة الماضية. في أوائل القرن الحادي والعشرين، باع منزل كريستي في مزاد علني اثنتين من لوحاتها بالسعر يتراوح بين 13000 دولار و 18000 دولار. عرضت دار كريستيز عمل آخر وهي صورة صبي على الشاطئ بسعر يتراوح بين 30 ألف دولار و 50 ألف دولار. عمل آخر "Tahedat filant"، ربح 141,033 دولارًا، وهو أعلى بكثير من تقدير البائع، على الرغم من أن ذلك كان في ذروة السوق في عام 2008، قبل الركود العالمي الذي ضرب سوق الفنون الجميلة بشدة. كما عرضت العديد من لوحاتها في الصالون مؤخرًا بواسطة ميلمو بيني للفنون الجميلة للبيع الخاص.
تمتعت لوكاس روبيكيه بما يزيد عن أربعين عامًا من التقدير الفني في صالون باريس لجمعية الفنانين الفرنسيين مشهود لها طوال حياتها، ولكن بعد وفاتها تلاشت أعمالها وإرثها عن الأنظار. حيث أعيدت اكتشاف وعودة شعبية أعمالها في أوائل القرن الحادي والعشرين.

## البحث الأكاديمي
طور مؤرخو الفن اهتمامًا بالفنانات اللواتي أهملت مساهماتهن كثيرًا. أجرت مؤرخة الفن ماري هيلي بحثًا شاملًا في حياة وعمل لوكاس روبيكيه. مثل العديد من المستشرقات الأخريات، لم تحظ لوكاس روبيكيه بالاهتمام التاريخي الفني الكافي، كما أن أعمال الفنانة واستكشافاتها في شمال إفريقيا خلال فترة الاستعمار الفرنسي ميزتها عن العديد من الفنانات في تلك الفترة.